# Guárico
Guárico er en af Venezuelas 23 delstater (estados) og er beliggende centralt i landet. Delstaten er underinddelt i 15 kommuner (municipios) og 21 sogn (parroquias) og dens hovedstad hedder San Juan de Los Morros.
Delstaten er opkaldt efter floden ved samme navn, hvilket kommer fra ordet cacique, der på et indiansk sprog betyder "lederen af stammen".